# Markica Rebić
Markica Rebić (Imotski, 11. studenoga 1951.) umirovljeni je general bojnik HV-a, profesor filozofije i sociologije

## Dužnosti
Markica Rebić promaknut je u čin pukovnika HV-a u travnju 1992., u svibnju 1996. odlikovan je Redom hrvatskog trolista u činu brigadira. U travnju 1997. odlikovan je Redom hrvatskog pletera u činu stožernog brigadira. Bio je savjetnik Predsjednika RH za nacionalnu sigurnost u činu general bojnika (od siječnja 1999. do siječnja 2000.), član Predsjedničkog vijeća za odnose s BiH (1999.), zamjenik voditelja Predsjedničkog vijeća za unutarnju politiku, nacionalnu sigurnost i oružane snage (1999.), umirovljen 29. veljače 2000. godine.